# Реабсорбція
Реабсорбція (або канальцева реабсорбція) — це процес, під час якого нефрон повертає воду та розчинені речовини з первинної сечі назад у кровотік. Цей механізм дозволяє організму зберігати важливі речовини, які вже потрапили до ниркового фільтрату, й запобігає їх втраті з сечею.
Йдеться саме про «реабсорбцію», а не просто «абсорбцію», оскільки ці сполуки вже один раз були всмоктані в організмі — переважно в травному тракті. А тепер, проходячи через нефрон після фільтрації в клубочку, вони знову повертаються в кров. Якби цього не відбувалося, вони були б втрачені разом із сечею.

## Реабсорбація в нирках
Реабсорбція в нирках є процесом, під час якого речовини з ниркових канальців повертаються назад у кров, а саме в перитубулярні капіляри. Ключову роль у цьому відіграє активне транспортування натрію: іони натрію переміщуються з просвіту канальця до крові завдяки роботі натрій-калієвої АТФ-ази, яка розміщена на базолатеральній мембрані епітеліальних клітин. У результаті цього фільтрат, що утворився після клубочкової фільтрації, стає більш концентрованим — і це один із важливих кроків у формуванні сечі.
Саме завдяки реабсорбції організм не втрачає необхідні речовини — такі як амінокислоти, глюкоза, солі та вода — які вже потрапили до первинної сечі в капсулі Боумена. Ці компоненти повертаються у кров майже у тій же концентрації, з якою вони були присутні у вихідному фільтраті, тобто ізотонічно, оскільки осмотичний тиск рідини після проходження проксимального канальця залишається приблизно таким самим, як і на початку.
Окремі речовини — передусім глюкоза, амінокислоти, фосфати та інші подібні сполуки — всмоктуються за механізмом вторинного активного транспорту. Їхнє переміщення забезпечується натрій-залежними котранспортерами, які використовують створений натрієм електрохімічний градієнт для захоплення цих молекул.